# Абданова, Айтбала
Айтбала Абданова — старший чабан совхоза «Октябрьский» Панфилофского района Талды-Курганской области Казахской ССР, Герой Социалистического Труда (1958).

## Биография
Родилась в 1902 году в ауле Карашокы Джаркентского уезда Семиреченской области Туркестанского края, ныне — Панфиловского района Алматинской области Казахстана. По национальности казашка.
С образованием в 1931 году в Джаркентском (с 1942 года — Панфиловском) районе Казахской АССР Октябрьского овцесовхоза трудилась рядовой работницей, с 1937 года работала старшим чабаном.
В 1941 году, проводив мужа на фронт Великой Отечественной войны, Айтбала Абданова приняла его отару овец. В условиях нехватки рабочих рук, кормов и помещений для животных она добивалась высоких показателей как во время войны, так и в послевоенные годы.
В 1955 году в её отаре было настрижено по 6,5 килограмма шерсти с каждой овцы, а в следующем, 1956 году при полном сохранении поголовья она довела настриг шерсти с овцы до 6,7 килограмма. Благодаря труду А. Абдановой Октябрьский совхоз по развитию овцеводства занял одно из первых мест в Талды-Курганской области.
В зимний период 1956—1957 годов, который выдался морозным, Айтбала Абданова ухаживала за двухлетними валухами, которые не только не снизили упитанности, но даже набрались сил, что положительно сказалось на их продуктивности. С каждого валуха из её отары было настрижено по 7,1 килограмма первоклассной шерсти. В 1957 году А. Абданова по настригу шерсти заняла первое место среди овцеводов Панфиловского района.
Указом Президиума Верховного Совета СССР от 29 марта 1958 года за выдающиеся успехи, достигнутые в деле развития овцеводства, увеличении производства и сдачи государству мяса, шерсти и шкурок каракуля в 1957 году, и широкое применение в практике своей работы достижений науки и передового опыта Абдановой Айтбале присвоено звание Героя Социалистического Труда с вручением ордена Ленина и золотой медали «Серп и Молот».
В 1959 году А. Абданова взяла повышенные обязательства и получила с каждой овцы по 8 килограммов шерсти.
Избиралась депутатом Панфиловского районного Совета депутатов трудящихся и Коныроленского аулсовета.
Жила в Панфиловском районе. Дата смерти не установлена.

## Награды
- Орден Ленина (29.03.1958)
- Золотая медаль «Серп и Молот» (29.03.1958)
- Медали